# ColorsxStudios
Pour les articles homonymes, voir Colors.
COLORS est une plateforme d’interprétation musicale basée à Berlin qui vise à faire découvrir des artistes originaux sous la forme de clips vidéos à l’esthétique minimaliste. La particularité reconnaissable de la plupart de leurs vidéos publiées sur leur chaîne YouTube est que chaque groupe ou artiste est filmé seul sur scène avec un fond neutre d'une couleur particulière, ce qui a logiquement donné son nom à ce projet (« colors » signifiant « couleurs » en anglais avec orthographe américaine). Les artistes invités à se représenter viennent d'horizons géographiques et musicaux variés, avec cependant une préférence pour la musique indépendante des styles hip-hop, rap, soul et électronique. Leur  devise est « all COLORS, no genres » (« toutes les couleurs, aucun genre »).  

## Débuts

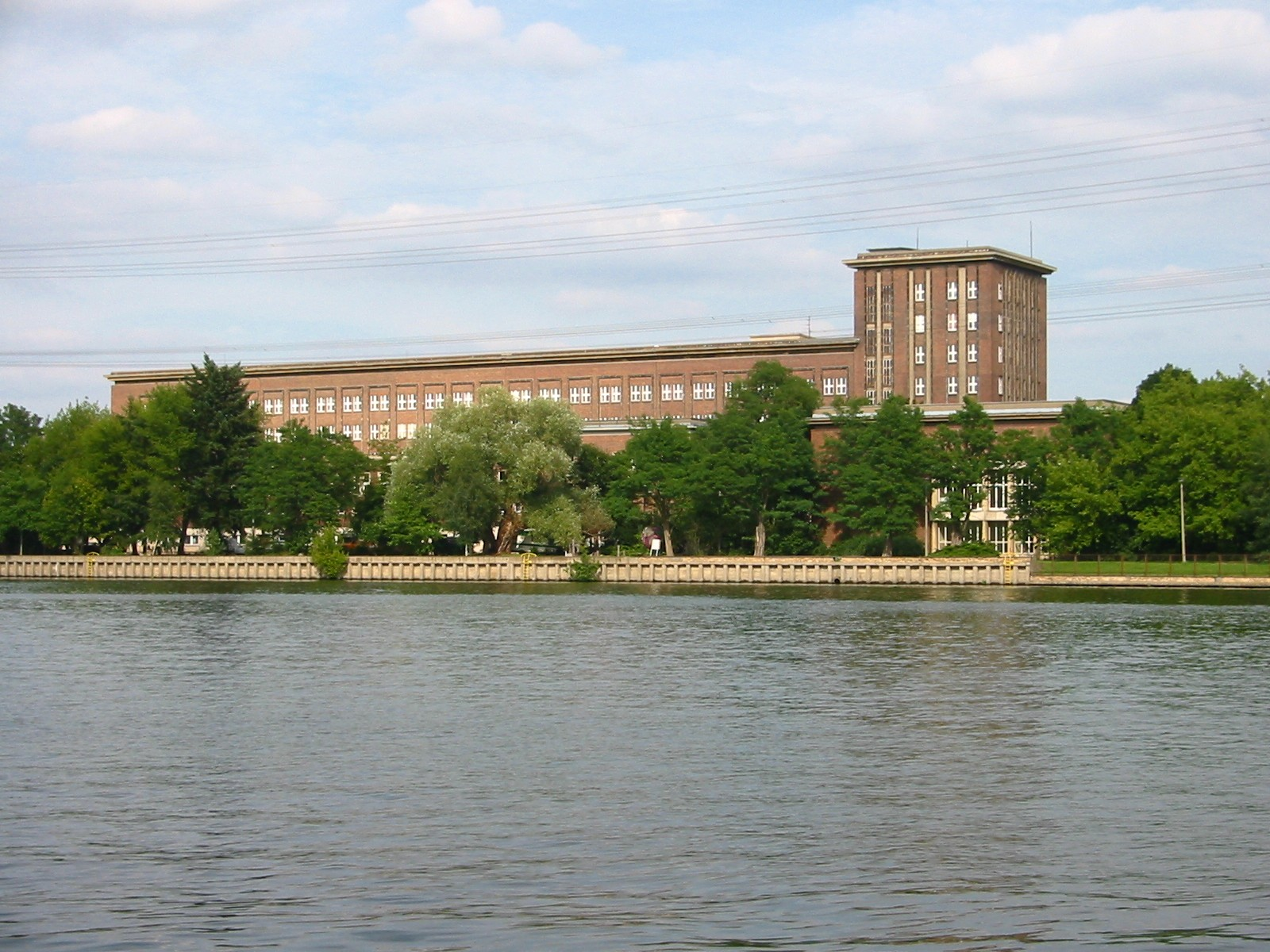
Le studio est actuellement situé au sein du Funkhaus Nalepastraße à Berlin, le long de la Spree

En 2016, Philip Starke quitte son emploi à Hambourg pour se lancer dans un nouveau projet concernant sa passion pour la musique et la découverte de nouveaux artistes. Son concept était simple : créer des vidéos musicales de qualité dans un style épuré qui puisse se distinguer de la multitude de contenus présents sur les réseaux sociaux. Celles-ci permettraient alors de faire découvrir de nouveaux artistes éclectiques et de connecter les personnes, les pays et les cultures sur le plan créatif et émotionnel. Il contacte alors son ami Felix Glasmeyer, qui était alors photographe de mode à New York, pour lui présenter son projet. Felix est convaincu et déménage alors à Berlin pour aider Philip à mettre en place un nouveau studio. Dans un premier temps, ce sont les économies de Philip qui ont permis de louer un petit studio aux murs fissurés dans le centre de la capitale allemande. Sans aucun matériel d'enregistrement ni de contact dans l'industrie musicale, les débuts de COLORS furent compliqués selon les propres dires de ses créateurs. Jonas Weber, un expert de l'économie digitale, viendra également prêter main-forte à l'élaboration de ce concept. 
Le premier artiste invité à se produire sur scène est Emilio Mercuri. Le chanteur folk australien est seul avec sa guitare et son micro dans une pièce dont le sol et les murs ont été fraîchement peints d'une teinte vert d'eau. La vidéo de cet enregistrement est publiée en février 2016 sur YouTube et marque le début d'une longue série intitulée « A Colors Show »,,.

## Succès
L'esthétique épurée et minimaliste du studio met en exergue la voix, les nuances de cette voix, et la qualité d'une interprétation. C'est notamment le cas de la jeune Billie Eilish, qui chante Watch en 2017, alors qu'elle n'est encore âgée que de 15 ans. Elle revient un an plus tard à Berlin en y interprétant son titre idontwannabeyouanymore, une chanson introspective et mélancolique, qui devient un des plus gros succès de la chaîne avec plus de 100 millions de vues,,.
En plus des revenus liés aux publicités diffusées avant les vidéos, COLORS a également eu recours à des partenariats avec des marques comme Adidas et WeTransfer en 2018[source insuffisante].  
En mars 2024, la chaîne YouTube de COLORS compte environ 7 410 000 abonnés.

## De studio à plateforme musicale
Le studio berlinois sort de ses habitudes, en organisant par exemple un concert intimiste à New York, ou en s'investissant dans une cause telle que la dénonciation de la situation politique au Soudan en 2019. Ils ont alors publié pendant une semaine des performances d'artistes soudanais ou issus de la diaspora soudanaise.
En juin 2020, COLORS a également laissé libre court au comédien de stand-up Fary pour qu'il s'exprime sur son vécu par rapport au racisme en France, alors que le mouvement Black Lives Matter battait son plein. Pendant la même période et à la suite du confinement organisé dans plusieurs pays pour faire face à la crise du COVID-19, COLORS a décidé de diffuser régulièrement des performances d'artistes en streaming sur YouTube, sous le label HOME/BRED | A COLORS STREAM. Ces derniers interprétaient en direct leur musique depuis chez eux, en invitant les spectateurs à sortir le moins possible. 

## Prestations francophones
Liste aussi exhaustive que possible des prestations d'artistes francophones, principalement issus du hip-hop.

### 2017
- Gracy Hopkins - Acrophobia: High
- Krisy - Julio & sa gogo danseuse
- Slimka - Self Made
- Sopico - Le hasard ou la chance
- ISHA - Karma
- Siboy - Au revoir merci
- Jok'Air - L'étrangère
- Hamza - 1994

### 2018
- Eddy de Pretto - Random
- Swing - Canopée
- Lomepal - Tout lâcher
- Ichon - Série B
- Moka Boka - Sourire
- Dinos - Argentique
- Caballero & JeanJass - Californie
- Lefa - Seul
- S.Pri Noir - Chico
- Josman - V&V
- Angèle - Ta Reine
- Lord Esperanza - Le temps des graviers

### 2019
- Koba LaD - Guedro
- Dosseh - Vrai
- JFLA - Sally
- Pierre Kwenders - Amours d'été
- Oxmo Puccino - Le droit de chanter
- Alpha Wann - Pistolet Rose 2
- Angèle - Perdus
- Niska - Bon déjà

### 2020
- Fary - Faciès
- Christine and the Queens - People, I've been sad
- Lous and the Yakuza - Bon acteur
- Lous and the Yakuza - Solo
- Freeze Corleone - Desiigner
- Krisy - Bounce
- Lala &ce - Parapluie
- Bonnie Banane - Mauvaise foi
- Frenetik - Infrarouge
- Bonnie Banane - Limites
- Frenetik - Désordre
- Luidji - Le rouge
- Luidji - Système
- Badi - Mauvaise ambiance
- Badi - Kitendi
- Roshi - Pigalle

### 2021
- Ichon - La vie
- Yndi - Ailleurs
- Eddy de Pretto - Parfaitement
- Ichon - Domino
- SCH - Loup noir
- Sofiane - Windsor
- Zuukou Mayzie - Haku
- Mairo - Attentat UZI
- Eddy de Pretto - Bateaux-mouches
- Jazzy Bazz - P-Town Blues
- Guy2bezbar - Cracklanders
- Nahir - 93 degrés
- Tessae - Quelqu'un d'autre
- Sopico - Dead
- Sopico - Nuage

### 2022
- Benjamin Epps - Ce que le pips demande
- Yendry feat. Lous and the Yakuza - Mascarade
- Sofiane Pamart - I
- Gazo - Molly
- Pomme - Tombeau
- Prince Waly - Broke / Miroir
- Leto & Guy2bezbar - Sosa
- B.B. Jacques - Rainbow
- Fally Ipupa - Par terre
- SDM - Hier encore
- Niro - Papa fait le pitre

### 2023
- Sadek - Changement de propriétaire
- Flavien Berger - Les yeux, le reste
- LYNN - J'aime pas le goût
- PLK - Décembre
- Yamê - Bécane
- Ratu$ - Ange & Démon
- Tayc - Prada's birthday
- Kerchak - Roule un autre
- ElGrandeToto - Weld Laadoul
- Kalash - Protocole

### 2024
- Zamdane - Mélodie criminelle
- Jey Brownie - Dans l'âme
- BEN plg - Guerres de pissenlits
- Jewel Usain - Bleu marine
- Zequin - Bora Bora
- TIF - Nothing personal
- Wallace Cleaver - le bus
- Tiakola - T.I.A
- Jolagreen23 - 360TrickShot

### 2025
- Tuerie - FLOP
- Maureen - Bend my back
- Disiz - Try Try Try
- La Mano 1.9 - FAKE
- Iliona - Ça n'existe pas
- Yvnnis - BIG SHOT